# Guglielmo Berchet
Pour les articles homonymes, voir Berchet.
Guglielmo Berchet (né le 3 juin 1833 à Venise et mort le 15 juin 1913 à Carpenedo (it), une frazione de Venise, à l'âge de 80 ans) est un historien et homme politique italien.

## Biographie
Petit-fils de Giovanni Berchet, Guglielmo Berchet est nommé consul honoraire du Japon à Venise en 1873. Début 1874, le consulat est transféré à Milan puis à Marseille et il est démis de ses fonctions. Cependant, lorsque le gouvernement japonais réalise la nécessité de maintenir un consulat en Italie, un nouveau bureau est établi à Rome.
Berchet signe un contrat avec le gouvernement japonais pour devenir attaché de commerce auprès du ministère japonais des Affaires étrangères, contrat qui débute le 9 février 1975. Il est affecté au consulat-général de Rome mais continue à résider à Venise. Fin 1880, le Japon établi un nouveau consulat dans cette ville et Berchet redevient consul honoraire jusqu'à sa mort en 1913.
Il n'est jamais allé au Japon mais a étudié les relations entre l'Italie et le Japon. Il est l'auteur de plusieurs ouvrages dont le plus important sur les missions japonaises auprès du pape, Le antiche ambasciate giapponesi in Italia, 1877.